# 玛丽亚·路易莎·卡列
玛丽亚·路易莎·卡列（西班牙語：María Luisa Calle，1968年10月3日—），哥伦比亚女子自行车运动员。她曾代表哥伦比亚参加2000年、2004年、2008年和2012年夏季奥林匹克运动会自行车比赛，其中2004年奥运会获得一枚铜牌。